# Съюз „Българска родна защита“
Съюз „Българска родна защита“ (СБРЗ) е българска непартийна фашистка организация, с най-голямо влияние през 20-те години на XX век. Определяна е като най-успешната ранна фашистка организация в България с принос в популяризирането на фашизма и националсоциализма.

## История
СБРЗ е основан в края на 1923 г. от група бивши офицери, начело с генерал Иван Шкойнов. Подобно на създадения малко по-рано Български народен съюз „Кубрат“, съюзът има йерархична военизирана структура, но за разлика от него се стреми да привлече по-широки кръгове от обществото. Издаваният от съюза вестник „Родна защита“ активно популяризира идеологията на италианския фашизъм, пропагандирайки краен национализъм, антикомунизъм, антисемитизъм, антилиберализъм, антимасонство.
В края на 20-те години, подобно на повечето български крайнодесни организации, СБРЗ започва да се фокусира повече върху социалната проблематика, обявявайки се засилване на държавната намеса в икономиката и стопански протекционизъм. През 1928 г. организацията официално започва да се самоопределя като фашистка. По това време СБРЗ достига върха на своето влияние, като броят на членовете му се оценява на 30 000 души в стотици местни организации в цялата страна.
С дестабилизирането на правителството на Демократическия сговор в края на 20-те години, СБРЗ се ориентира към пряко участие в политическия живот и през 1930 г. е създадено негово политическо крило – Национална задруга за политическо възраждане, начело с Александър Сталийски. Провалът на Националната задруга на изборите през юни 1931 г. предизвиква тежка криза в СБРЗ, Национална задруга става самостоятелна организация, а Съюзът постепенно губи влияние.
След Деветнадесетомайския преврат през 1934 г., СБРЗ е забранен, след отстраняването от власт на „Звено“ през следващата година е легализиран от новото правителство, но отново е забранен в началото на 1936 г.